# جان گریگ (نویسنده)
جان ادوارد پویندر گریگ (انگلیسی: John Grigg; ۱۵ آوریل ۱۹۲۴ – ۳۱ دسامبر ۲۰۰۱) که از ۱۹۵۵ تا ۱۹۶۳ دومین بارون آلترینکهام نامیده می‌شد، سیاستمدار، مؤلف (پدیدآور)، تاریخ‌نگار، نویسنده، و روزنامه‌نگار اهل بریتانیا بود. او یک محافظه‌کار لیبرال بود و در انتخابات پارلمان ۱۹۵۱ و ۱۹۵۵ شکست خورد. او در ۱۹۸۲ حزب محافظه‌کار را ترک کرد و به سوسیال دموکرات‌ها پیوست.